# Basörstenen
Basörstenen är en klippa i Finland.   Den ligger i kommunen Borgå i den ekonomiska regionen  Borgå  och landskapet Nyland, i den södra delen av landet, 25 km öster om huvudstaden Helsingfors.
Terrängen runt Basörstenen är mycket platt.  Närmaste större samhälle är Nordsjö, 14,6 km väster om Basörstenen. 